# Antarctosaurus wichmannianus
Antarctosaurus wichmannianus (gr. "reptil del sur de  R. Wichmann") es una especie y tipo del género fósil Antarctosaurus de dinosaurio saurópodo titanosauriano, que vivió a finales del período Cretácico, hace aproximadamente entre 88 y 78 millones de años, en el Campaniense, en lo que es hoy Sudamérica. Es la especie tipo del género, fue descripta por Von Heune a partir de unos restos provenientes de la Formación Anacleto de la Provincia de Río Negro, Argentina que fueran descubiertos por el geólogo R. Wichmann. Otros restos fósiles encontrados en Chile muy probablemente podrían pertenecer a esta especie.

Comparación de tamaño de A.wichmannianus.

## Descripción
El conjunto de restos fósiles que se conoció como A. wichmannianus recibió el número de muestra MACN 6904. El material conocido incluye varios fragmentos de cráneo, incluida una caja craneal y una mandíbula inferior incompleta, una vértebra cervical, una vértebra caudal, fragmentos de costillas y numerosos huesos de las extremidades, incluido un fémur que mide 1,39 metros de altura. Ninguno de los fósiles individuales se designó como espécimen holotipo , por lo que MACN 6904 se considera un conjunto de sintipos. La longitud total de A. wichmannianus se ha estimado en unos 17 metros.
Von Huene también remitió un fémur y una tibia adicionales a A. wichmannianus, el fémur, FMNH P13019, mide más de 1,85 metros de altura. En un estudio, las dimensiones de este fémur se utilizaron en un análisis de regresión para estimar la masa de A. wichmannianus en aproximadamente 34 toneladas métricas. Investigadores posteriores han cuestionado la asignación del fémur y la tibia adicionales. En 2003, Jaime Eduardo Powell los remitió tentativamente a cf. Argyrosaurus y en 2012 Philip Mannion y Alejandro Otero lo consideraron un titanosauriano indeterminado. La mandíbula incompleta atribuida a A. wichmannianus está encuadrado en la parte delantera y cada hueso dentario tiene forma de L. Los dientes estaban restringidos al frente de la mandíbula inferior y eran pequeños y delgados. Las mandíbulas cuadradas sugieren hábitos de alimentación especializados, como alimentarse cerca de un plano de la superficie como vegetación baja en el suelo o plantas flotantes en el agua.

Los huesos de la mandíbula en forma de "cuadrado" o L de A.wichmannianus, que se muestran en la vista dorsal.

Estos huesos, en su mayor parte, no estaban asociados entre sí, sino que estaban dispersos por toda la formación. En consecuencia, muchos científicos creen que es posible que no todos pertenezcan al mismo tipo de animal. En particular, se ha sugerido con frecuencia que la mandíbula inferior muy cuadrada pertenece a un saurópodo rebaquisáurido similar a Nigersaurus. Sin embargo, la mandíbula de Bonitasaura, descrita en 2004, es similar en forma general y está claramente asociada con restos esqueléticos de titanosaurianos, lo que indica que la mandíbula inferior puede pertenecer a A. wichmannianus después de todo. En 2013 y 2019, respectivamente, Brasilotitan y Baalsaurus fueron descritos, que también poseían mandíbulas cuadradas. Se notó que Brasilotitan, Bonitasaura, Antarctosaurus y otros titanosaurianos muestran tres dientes por alvéolo, mientras que el rebaquisáurido Nigersaurus muestra hasta siete dientes. Brasilotitan y Baalsaurus fueron descritos como titanosaurianos, estrechamente relacionados con A. wichmannianus.
Los investigadores suelen considerar la parte posterior del cráneo y el resto del esqueleto como titanosauriano, aunque no necesariamente pertenecen al mismo tipo de titanosauriano. En 2005, Jeffrey Wilson consideró que la caja craneana era referible a Nemegtosauridae, pero señaló que otros restos de cráneo requieren más estudios. Un estudio de tomografía computada, publicado en 2012 por Ariana Paulina Carabajal, escaneó la caja cerebral de A. wichmannianus que reveló el endocráneo completo del cerebro y las estructuras del oído interno. El endocráneo cerebral y el oído interno comparten varias características con otros titanosáuridos, como el tractos olfatorios y bulbos olfatorios que se proyectan horizontalmente.
Powell comparó el ancho del cráneo con la longitud de los huesos de las extremidades de A. wichmannianus y Saltasaurus. Esto lo llevó a concluir que el cráneo era proporcionalmente pequeño en A. wichmannianus, esto podría implicar que los elementos del cráneo y las extremidades podrían pertenecer a diferentes individuos o taxones diferentes . Sin embargo, señaló que la comparación era potencialmente engañosa porque la anatomía general de Saltasaurus es más corta y robusta, lo que podría facilitar un cráneo más grande. Von Huene asignó dos huesos tarsales a A. wichmannianus, que describió como un astrágalo y un calcaneo. Powell sugirió que es posible que el calcaneo descrito por von Huene sea en realidad el astrágalo de un individuo más pequeño. También notó que el astrágalo parece demasiado pequeño para pertenecer al mismo individuo que la tibia, siendo solo aproximadamente la mitad del ancho.
Von Huene describió una vértebra caudal que se encontró cerca del material del cráneo. Esta vértebra fue la primera caudal, perteneciente a la base de la cola justo después del sacro. La vértebra presenta un centro biconvexo , una característica compartida con otros titanosaurios. Von Huene señaló que el primer caudal posiblemente podría pertenecer a Laplatasaurus. Con la excepción de una vértebra cervical incompleta y la primera caudal cuestionable, no hay vértebras que unan el cráneo al material de la extremidad. Hay una falta de documentación de campo para ayudar en la remisión de todo el material a un solo individuo. Powell pensó que era probable que von Huene asignó correctamente el material a A. wichmannianus, argumentando que von Huene habría podido comunicarse con los descubridores y habría tenido acceso a fotografías del sitio del descubrimiento.